# Edith Peinemann

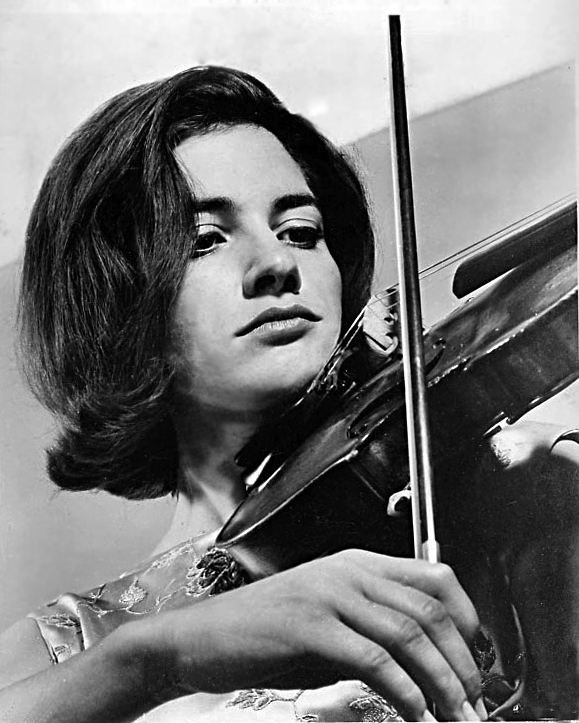
Edith Peinemann in den 1960er Jahren

Edith Peinemann (* 3. März 1937 in Mainz; † 25. Februar 2023 in Frankfurt am Main) war eine deutsche Violinistin und Musikpädagogin.

## Leben und Werk
Edith Peinemann erhielt bereits im Alter von fünf Jahren von ihrem Vater, dem Konzertmeister Robert Peinemann (1907–1978), der selbst von 1932 bis 1970 Konzertmeister des Städtischen Orchesters Mainz war, Violinunterricht. Sie studierte ab 1951 zunächst bei Heinz Stanske in Heidelberg und von 1953 bis 1956 bei Max Rostal in London, wo sie Yehudi Menuhin und David Oistrach vorspielte. 1956 gewann sie den Internationalen Musikwettbewerb der ARD, es folgten Einladungen von Dirigenten wie Eugen Jochum, George Solti, Wolfgang Sawallisch, Joseph Keilberth und Hans Rosbaud.
Peinemann konzertierte weltweit und unternahm Tourneen. 1959 spielte sie Hans Pfitzners Violinkonzert gemeinsam mit den Berliner Philharmonikern unter dem Dirigat von Joseph Keilberth. In den USA gastierte sie regelmäßig und trat mit renommierten Orchestern wie dem Cincinnati Symphony Orchestra, dem Pittsburg Symphony Orchestra, den New Yorker Philharmonikern oder dem Cleveland Orchestra unter der Leitung von Dirigenten wie Max Rudolf, William Steinberg und George Szell auf. Ihr Debüt in der Carnegie Hall hatte sie 1965, ebenfalls in Zusammenarbeit mit George Szell.
Peinemanns Vortrag wurde charakterisiert durch eine außergewöhnliche Gestaltungskraft. Neben der klassischen und romantischen Violinliteratur bot sie auch zeitgenössische Literatur wie die Violinwerke von Béla Bartók, Alban Berg und Aram Chatschaturjan in Konzerten. Seit 1960 bildete sie mit dem Pianisten Jörg Demus ein Kammermusikduo.
Seit 1976 wirkte Peinemann als Professorin für Violine an der Musikhochschule Frankfurt, wo sie seit 1978 bis zu ihrer Emeritierung im Jahr 2002 eine Meisterklasse leitete. Ab 2005 war sie für mehrere Jahre Präsidentin der European String Teachers Association (ESTA).
Peinemann spielte seit 1964 eine Violine von Guarneri del Gesù aus dem Jahr 1732, die ihr zunächst als Leihgabe zur Verfügung gestellt wurde und die sie später erwarb.
Edith Peinemann starb im Februar 2023 in Frankfurt, die Grabstätte befindet sich auf dem Hauptfriedhof Frankfurt (Gewann 7).

## Preise und Ehrungen
- 1956 Gewinnerin des Internationalen Musikwettbewerb der ARD[2]
- Gutenberg Medaille der Stadt Mainz[2]
- 1958: Plaquette Eugène Ysaÿe[2]

- 2019: Preis der deutschen Schallplattenkritik für Edith Peinemann – The SWR Studio Recordings 1952–1965[12]